# Neahkahnie
Neahkahnie (más néven Neahkahnie Beach) az Amerikai Egyesült Államok északnyugati részén, Oregon állam Tillamook megyéjében elhelyezkedő népszámlálás által kijelölt hely és jogi személyiséggel nem rendelkező közösség.
A 2010. évi népszámlálási adatok alapján 192 lakosa van. Teljes területe 0,38 km², melynek 100%-a szárazföld.

## Népesség
A 2010-es népszámláláskor 192 lakója, 101 háztartása és 67 családja volt. A lakóegységek száma 359. A lakosok 94,3%-a fehér, 2,1%-a ázsiai, 3,6% pedig kettő vagy több etnikumú. A mexikóiak aránya 3,6%.
A háztartások 9,9%-ában élt 18 évnél fiatalabb. 60,4% házas, 4% egyedülálló nő, 2% pedig egyedülálló férfi; 33,7% pedig nem család. 30,7% egyedül élt; 18,8%-uk 65 éves vagy idősebb. Egy háztartásban átlagosan 1,9 személy élt; a családok átlagmérete 2,3 fő.
A medián életkor 62,6 év volt. A lakók 9,9%-a 18 évesnél fiatalabb, 1% 18 és 24 év közötti, 11,5%-uk 25 és 44 év közötti, 34,4%-uk 45 és 64 év közötti, 43,2%-uk pedig 65 éves vagy idősebb. A lakosok 49%-a férfi, 51%-uk pedig nő.